# Helmet
Helmet är ett amerikanskt band grundat i New York av Page Hamilton (vokal/gitarr) med Henry Bogdan (basgitarr), Peter Mengede (gitarr) och John Stanier (trummor) år 1989.
De släppte sitt debutalbum Strap it On år 1990 under bolaget Amphetamine Reptile trots att det redan signerat till Interscope. Peter Mengede lämnade Helmet 1993 för att bli ersatt av Rob Echeverria som, efter att tag, gick med i bandet Biohazard. Han blev ersatt av Chris Traynor som tidigare spelat i Orange 9mm. År 1995 gjorde Helmet, tillsammans med sångaren David Yow från the Jesus Lizard, en version av Led Zeppelins "Custard Pie" som senare kom med på hyllningsskivan Encomium.
Många säger att Helmet är så mycket heavy metal man kan komma. Men de har kritiserats för att de använt sig av genren Nu Metal. Deras musik känns igen tydligt på grund av de hårda riffen och de hårda slagen på trummorna, samt ett konstant gitarrspel i bakgrunden. Många säger även att Hamilton var den bästa heavy metal-sångaren under början av 1990-talet.
Under 1998 splittrades bandet och medlemmarna började på nya projekt. John Stanier började spela trummor för Tomahawk, The Mark of Cain och Battles. Page Hamilton började spela gitarr med David Bowie och startade sitt eget band kallat Gandhi.
År 2003 gick Hamilton ut och sa att Helmet hade återförenats. Men John Stanier och Henry Bogdan var inte med. Nya medlemmar blev istället John Tempesta på trummor och Frank Bello (tidigare Anthrax) på bas. Chris Traynor fortsatte på gitarr.
Den 5 oktober 2004 kom skivan Size Matters ut, och 2006 släpptes albumet Monochrome.

## Medlemmar
Nuvarande medlemmar
- Page Hamilton – sång, gitarr (1989–1998, 2004– )
- Kyle Stevenson – trummor, bakgrundssång (2006– )
- Dan Beeman – gitarr, bakgrundssång (2008– )
- Dave Case – basgitarr (2010– )

Tidigare medlemmar
- Henry Bogdan – basgitarr (1989–1998)
- John Stanier – trummor (1989–1998)
- Peter Mengede – gitarr (1989–1993)
- Rob Echeverria – gitarr (1993–1996)
- Chris Traynor – gitarr, basgitarr, bakgrundssång (1997–1998, 2004–2006, 2010)
- John Tempesta – trummor (2004–2006)
- Mike Jost – trummor (2006)
- Jon Fuller – basgitarr (2006–2010)
- Jimmy Thompson – gitarr (2006–2007)

Turnerande medlemmar
- Frank Bello – basgitarr, bakgrundssång (2004–2005)
- Jeremy Chatelain – basgitarr, bakgrundssång (2005–2006)

## Diskografi
Studioalbum
- Strap it On (1990)
- Meantime (1992)
- Betty (1994)
- Aftertaste (1997)
- Size Matters (2004)
- Monochrome (2006)
- Seeing Eye Dog (2010)
- Dead to the World (2016)

Samlingsalbum
- Born Annoying (1995)
- Unsung: The Best of Helmet (1991–1997) (2004)